# Lycaenopsis coalitoides
Lycaenopsis coalitoides är en fjärilsart som beskrevs av Rothschild 1915. Lycaenopsis coalitoides ingår i släktet Lycaenopsis och familjen juvelvingar. Inga underarter finns listade i Catalogue of Life.